# 灵川站
灵川站位于中国广西壮族自治区桂林市灵川县，为湘桂铁路车站，距离衡阳站346千米，距离凭祥站667千米。该站建于1938年，现为三等站，已不办理客运业务。车站及其在衡柳铁路上下行区间均电气化，而与其在湘桂铁路上下行区间均未电气化。

## 图册

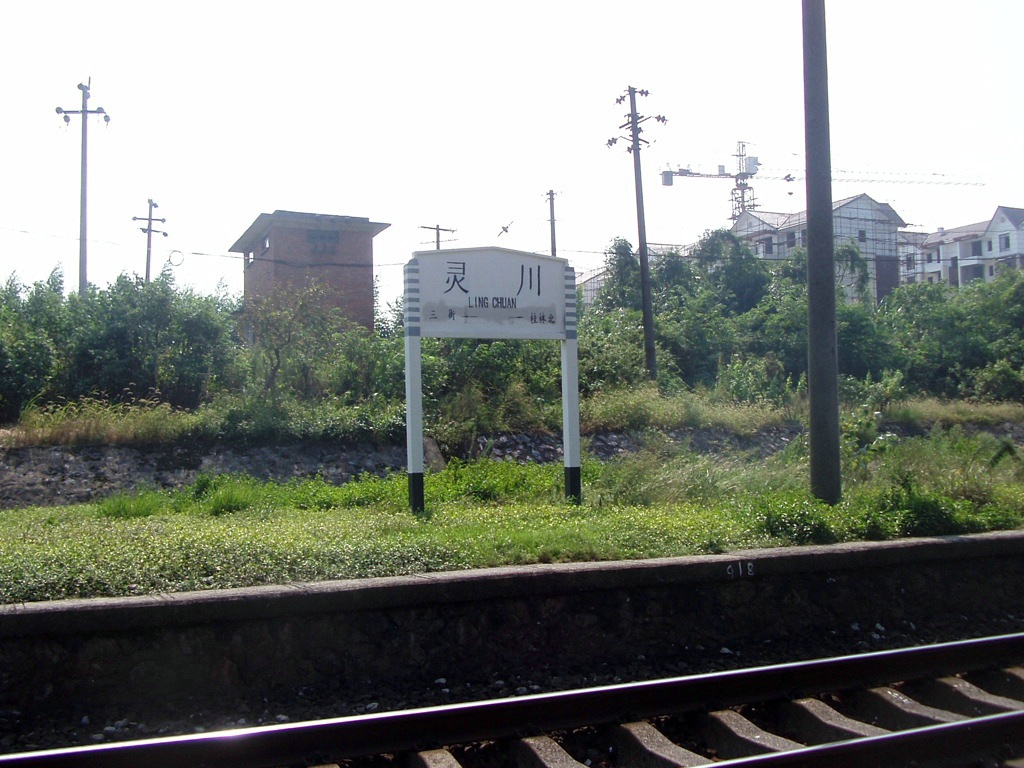
拍摄于2010年的灵川火车站
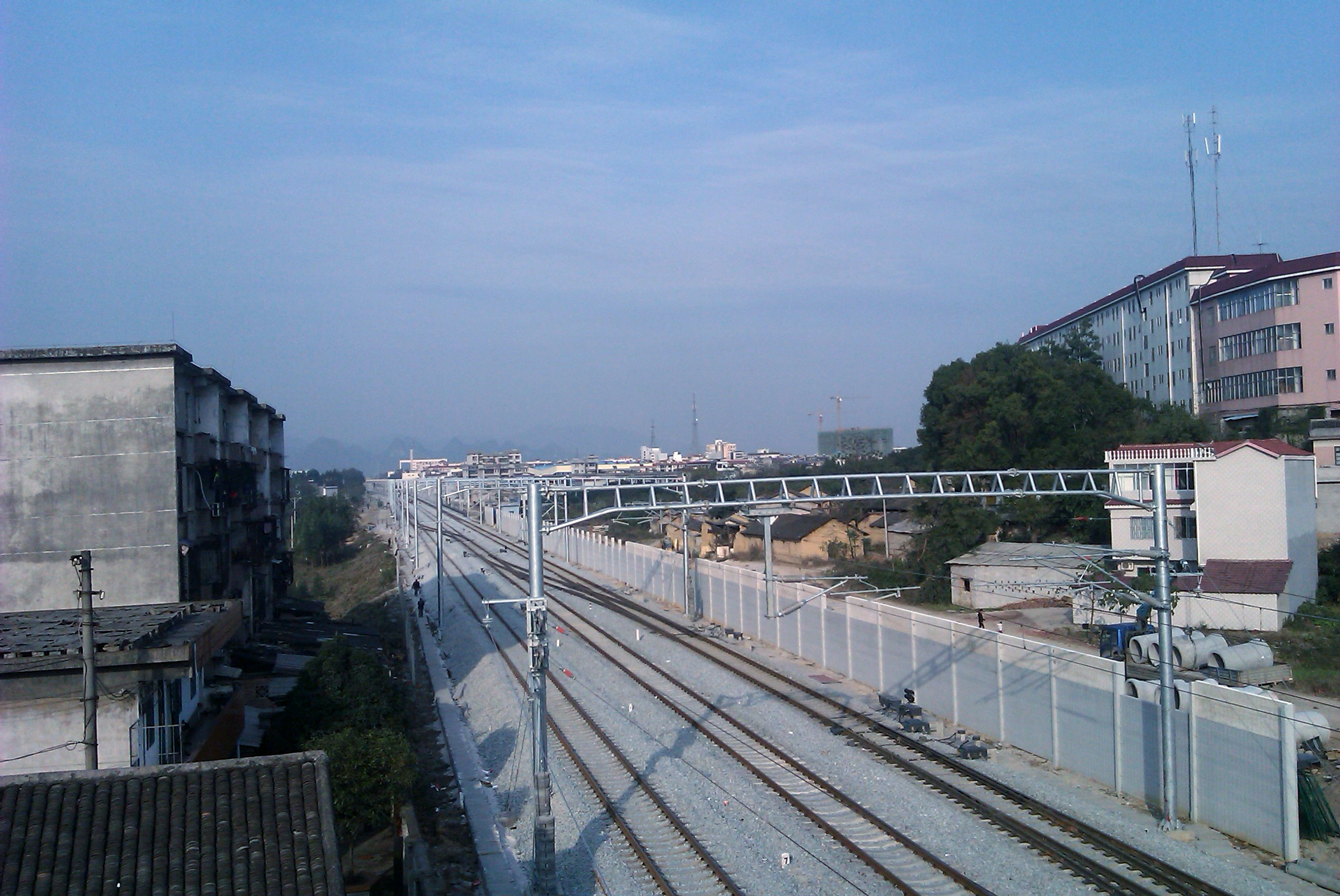
图为在灵川站拍摄的衡柳铁路永州方向三线并行之情况
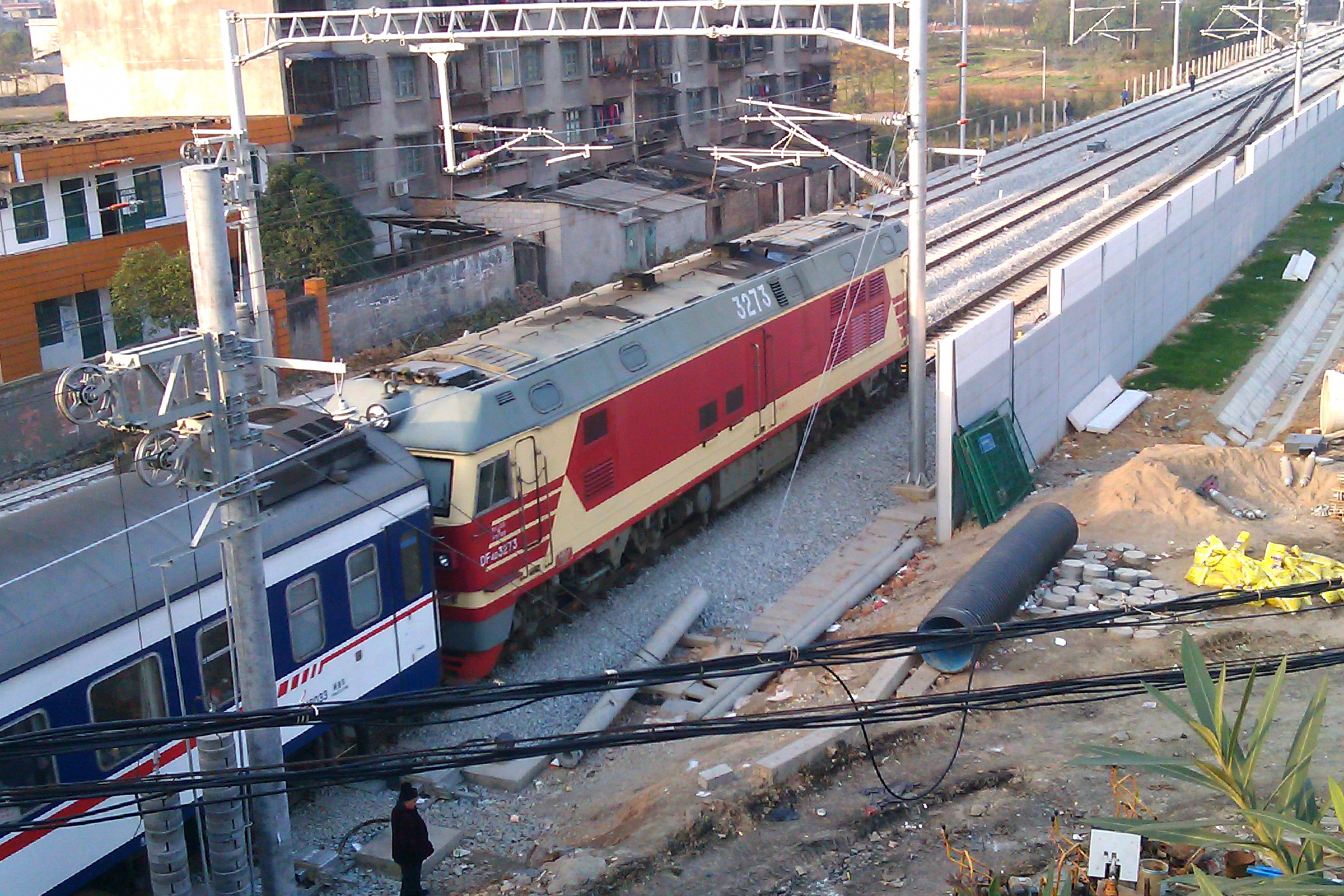
DF4D型3273号机车牵引T190次列车驶离灵川站
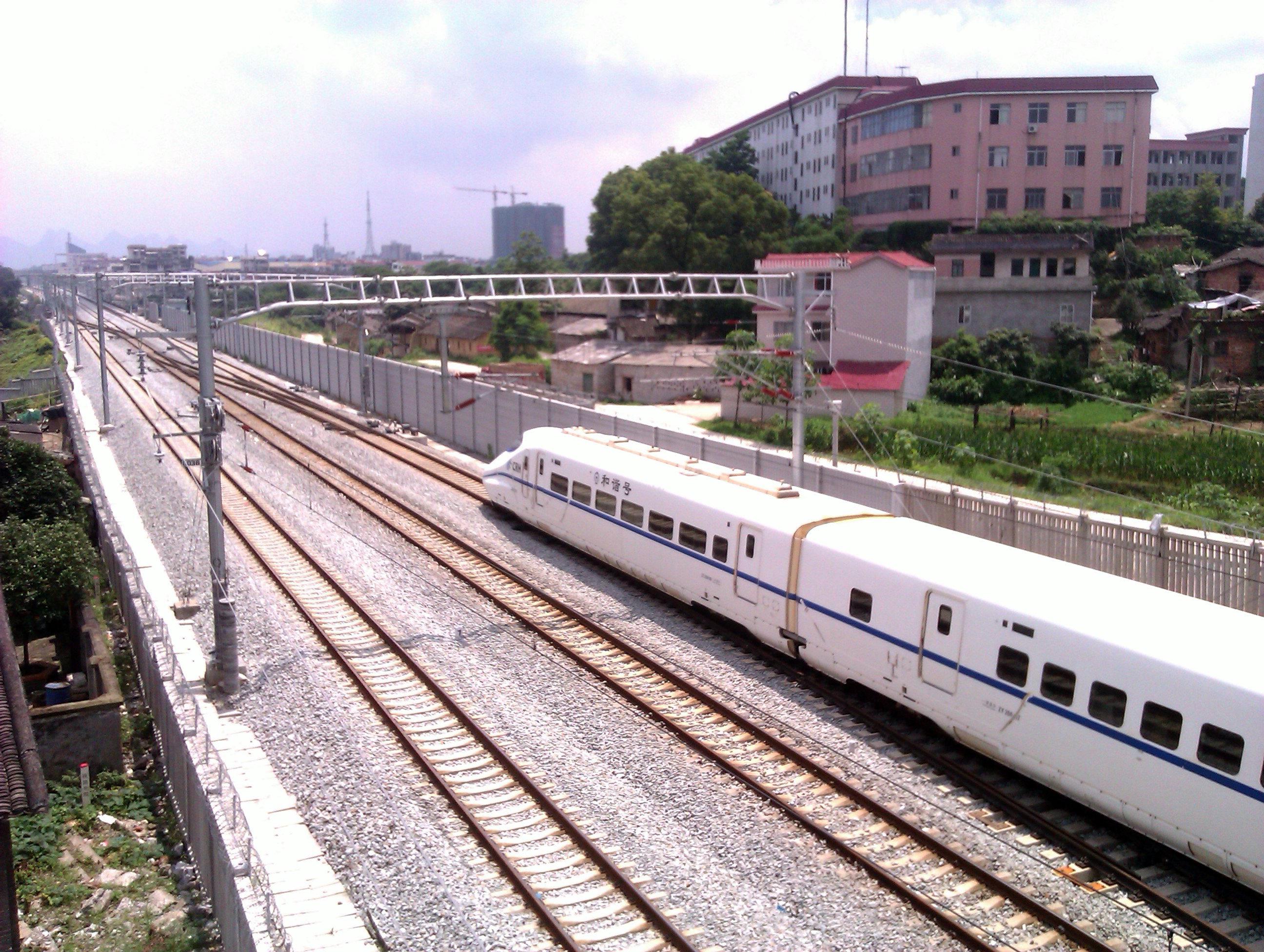
配属于铁科院的CRH2C-061C综合检测列车在衡柳铁路永州-灵川区间参与联调测试